# Gradisca di Sedegliano
Gradisca di Sedegliano is een plaats (frazione) in de Italiaanse gemeente Sedegliano.